# 8154-es mellékút (Magyarország)
A 8154-es számú mellékút egy körülbelül 5,6 kilométer hosszú mellékút Komárom-Esztergom vármegyében.

## Nyomvonala
Bokod központjában indul, észak-északkelet felé kiágazva a 8143-as útból, annak 9+300 kilométerszelvénye közelében. Alig száz méter után keletebbnek fordul és Kis utca néven húzódik a belterület északi peremén. Körülbelül 1,4 kilométer után egy kereszteződéshez ér: dél felől a 81 134-es út torkollik bele, a 8154-es pedig innen tovább északnak folytatódik. Kicsivel ezután elhalad Bokod, Dad és Oroszlány hármashatára mellett, onnét e két utóbbi település határvonalát követi. 3,4 kilométer után kiágazik belőle nyugat felé a 81 332-es számú mellékút, a Környe–Pápa-vasútvonal egykori Bokod megállóhelye felé, majd nem sokkal ezután keresztezi is a vasutat. Ettől kezdve Dad közigazgatási területén (bár a falutól távol) halad, s e község keleti határszélén ér véget, beletorkollva a Tatabányát Kisbérrel összekötő 8135-ös útba, annak 11+200 kilométerszelvénye közelében.
Teljes hossza, az országos közutak térképes nyilvántartását szolgáló kira.gov.hu adatai szerint 5,610 kilométer.